# John Inge
John Geoffrey Inge ( /ɪ n dʒ / INJ ; né le 26 février 1955) est un ecclésiastique anglican britannique. Il est évêque de Huntingdon, évêque suffragant dans le diocèse d'Ely, de 2003 à 2007 et évêque de Worcester de 2007 à 2024.

## Jeunesse et éducation
John Inge est né de Geoffrey Alfred et Elsie Inge (née Hill) le 26 février 1955. Il fait ses études au Kent College de Canterbury, dans le Kent. Il étudie ensuite au St Chad's College de l'Université de Durham, où il obtient un baccalauréat ès sciences (BSc) en 1977. Cette même année, Inge se produit avec Arthur Bostrom au Festival d'Édimbourg dans le cadre de Durham University Sensible Thespians (DUST), qui est rebaptisé Durham Revue en 1988 . En 1979, il suit une formation d'enseignant au Keble College d'Oxford et obtient un certificat de troisième cycle en éducation (PGCE).
Après avoir étudié la chimie à l'université et suivi une formation d'enseignant, Inge commence sa première carrière comme enseignant dans le secondaire. Il enseigne la chimie au Lancing College, dans le Sussex de l'Ouest . Il est également tuteur de Teme House, l'une des pensions de l'école .
Il se forme pour l'ordination au collège de la Résurrection de Mirfield. Au cours de son ministère, il retourne à l'Université de Durham pour des études de troisième cycle. Il obtient une maîtrise ès arts (MA) en théologie systématique en 1994 et un doctorat en philosophie (PhD) en 2002.

## Ministère ordonné
Inge est ordonné dans l'Église d'Angleterre en tant que diacre à Petertide le 30 juin 1984 par Eric Kemp, évêque de Chichester, dans la cathédrale de Chichester et en tant que prêtre dans la chapelle du Lancing College le 7 juillet de l'année suivante. De 1984 à 1986, il est aumônier adjoint au Lancing College. Il est aumônier junior à Harrow School de 1987 à 1989 et aumônier principal de 1989 à 1990. De 1990 à 1996, il est vicaire de St Luke's Wallsend dans le diocèse de Newcastle, où il préside également le Conseil pour la mission et la responsabilité sociale. Il devient chanoine résident de la cathédrale d'Ely en 1996 avec une responsabilité particulière pour l'éducation et la mission. Il est vice-doyen de 1999 à 2003.

## Évêque
Inge est consacré évêque le 9 octobre 2003 par Rowan Williams, archevêque de Cantorbéry, à l'abbaye de Westminster, pour servir comme évêque de Huntingdon (évêque suffragant dans le diocèse d'Ely) . En tant que directeur des lecteurs dans le diocèse d'Ely, il encourage et équipe le ministère laïc ; il préside le Cambridgeshire Ecumenical Council et co-préside le East of England Faiths Council. En juillet 2007, il est nommé évêque de Worcester et son élection est confirmée le 20 novembre suivant. Il est intronisé à la cathédrale de Worcester en tant qu'évêque de Worcester le 1er mars 2008.
Inge est président du conseil d'administration du Collège des évangélistes de 2010 à 2018. Il est membre de la Faith and Order Commission (FAOC) de 2011 à 2016 et du conseil de Ridley Hall, Cambridge de 2004 à 2010. Il est pendant quelques années administrateur de Common Purpose UK, une organisation internationale à but non lucratif qui organise des cours de leadership à travers le Royaume-Uni et à l'étranger pour les secteurs public, privé et bénévole, et pour laquelle il est maintenant un parrain. Il préside le conseil de l'examen de l'archevêque de Cantorbéry (diplôme Lambeth) en théologie qui décerne le diplôme Lambeth - une maîtrise, une maîtrise ou un doctorat en théologie. Il est également conseiller pour le groupe de réflexion indépendant sur les politiques publiques ResPublica. Il est visiteur de la Communauté du Saint Nom de 2007 à 2020 et visiteur de l'abbaye de Mucknell de 2009 à 2020. Il est évêque principal chargés des bâtiments des cathédrales et des églises de 2014 à 2019.
Inge dirige de nombreux groupes en Afrique, en Inde, en Amérique du Sud, en Russie et en Terre Sainte. Alors qu'il est vice-doyen de la cathédrale d'Ely, il établit un lien entre Ely et la cathédrale anglicane de Christ Church, Zanzibar  et est actif dans les liens diocésains de Worcester avec le diocèse de Morogoro dans l'Église anglicane de Tanzanie et le diocèse anglican du Pérou. Il est un partisan de longue date du Mouvement mondial pour le développement, qui milite pour la justice et le développement dans les pays du Sud, et d'Amnesty International.
Inge est présenté à la Chambre des lords le 25 juin 2012 et prononce son premier discours trois jours plus tard, le 28 juin. Il rejoint son cousin germain à la Chambre haute, Peter Inge, ancien chef d'état-major de la Défense. Le 15 février 2013, il est nommé au poste de Lord High Almoner, un poste dans la maison royale.
Il démissionne de sa charge épiscopale le 9 octobre 2024.

## Vie privée
Inge est marié à Denise Longenecker; elle est décédée d'un cancer le 20 avril 2014, à l'âge de 51 ans ,. Ensemble, ils ont deux filles, Eleanor et Olivia. Il se remarie en janvier 2018 avec Helen Jane Colston.
Inge reçoit un D.Litt. (doctorat) honoraire de l'université de Worcester en 2011.